# 虹桥街道图书馆
虹桥街道图书馆位于中華人民共和國上海市长宁区虹桥路1115弄19号，建于1986年9月，面积550平方米，2007年，图书馆的等级被列为一级馆，2013年9月在富贵东道99号古北市民中心3楼建立虹桥街道图书馆分馆（又称古北天空书苑）同时推出“中国之窗”服务项目，提供文献资料300余册。馆内有少儿阅览区、成人阅览区、上网冲浪区。图书馆曾编印过《虹文苑》、《虹桥故事汇》。